# لويس ليونارد
لويس ليونارد (بالإنجليزية: Louis Leonard)‏ هو لاعب كرة قدم أمريكية أمريكي، ولد في 16 يوليو 1984.

## وصلات خارجية
- لويس ليونارد على موقع مرجع كرة القدم المحترفة.كوم (الإنجليزية)